# Municipio de Ashley (Misuri)
El municipio de Ashley (en inglés: Ashley Township) es un municipio ubicado en el condado de Pike en el estado estadounidense de Misuri. En el año 2010 tenía una población de 519 habitantes y una densidad poblacional de 5,74 personas por km².

## Geografía
El municipio de Ashley se encuentra ubicado en las coordenadas 39°15′7″N 91°12′52″O / 39.25194, -91.21444. Según la Oficina del Censo de los Estados Unidos, el municipio tiene una superficie total de 90.48 km², de la cual 90,12 km² corresponden a tierra firme y (0,41 %) 0,37 km² es agua.

## Demografía
Según el censo de 2010, había 519 personas residiendo en el municipio de Ashley. La densidad de población era de 5,74 hab./km². De los 519 habitantes, el municipio de Ashley estaba compuesto por el 97,5 % blancos, el 0,58 % eran afroamericanos, el 0,39 % eran amerindios, el 0,19 % eran de otras razas y el 1,35 % eran de una mezcla de razas. Del total de la población el 0,39 % eran hispanos o latinos de cualquier raza.